# Falerna
Falerna este o comună din provincia Catanzaro, regiunea Calabria, Italia, cu o populație de 3.786 locuitori (1 ianuarie 2023) și o suprafață de 24,04 km².

## Demografie
Falerna - evoluția demografică

|  | Graficele sunt indisponibile din cauza unor probleme tehnice. Mai multe informații se găsesc la Phabricator și la wiki-ul MediaWiki. |

Date: Recensăminte sau birourile de statistică - grafică realizată de Wikipedia